# Viviane Romance
Viviane Romance (ur. 4 lipca 1912, zm. 25 września 1991) – francuska aktorka filmowa.

## Życiorys
Urodziła się w 1912 roku, jako Pauline Ronacher Ortmanns w Roubaix, we Francji. Karierę rozpoczęła jako tancerka w Moulin Rouge w Paryżu. W 1930 roku została wybrana Miss Paris. Jej zwycięstwo wywołało skandal, kiedy okazało się, że zwyciężczyni ma dziecko. W 1931 zanim zadebiutowała w epizodycznej roli w filmie La Chienne. Później w ciągu paru lat pojawiała się w kilku filmach. Sławę przyniosła jej szczególnie rola w filmie Wielka wygrana (La Belle Equipe, 1936). Od tego czasu do końca lat pięćdziesiątych dwudziestego wieku, została uznana za jedną z czołowych francuskich aktorek filmowych. Specjalizowała się głównie w rolach femme fatale, upadłych kobiet (o złotych sercach) i wampów. Jej role po 1956 roku role były już jednak nieliczne. W 1974 roku przeszła na emeryturę.
Viviana Romans miała liczne propozycje kontraktów filmowych w Hollywood. Wolała robić filmy w ojczystej Francji. Oprócz tego zagrała kilka ról w filmach włoskich.
Zmarła w Nicei, w 1991 roku.
Była trzykrotnie zamężna: Jej mężami byli:
- 1. Georges Flamant (1937–1942, rozwód)
- 2. Clément Duhour (1944–1951, rozwód)
- 3. Jean Josipovici (1951–1957, rozwód)

## Wybrana filmografia
- Suka (La Chienne, 1931)
- L'Épervier (1933)
- Sztandar (La Bandera, 1935)
- Princesse Tam Tam (1935)
- Wielka wygrana (La Belle équipe, 1936)
- Byłam szpiegiem (Mademoiselle Docteur, 1937)
- Dziwny pan Victor (L'étrange Monsieur Victor, 1937)
- Więzienie kobiet (Prisons de femmes, 1938)
- Gibraltar (1938)
- Vénus aveugle (1941)
- L'uomo, la bestia e la virtù (1953)
- Pudełko snów (La Boîte aux rêves, 1945)
- Carmen (1945)